# Adesmia araujoi
Adesmia araujoi es una especie de planta floral perteneciente al género Adesmia, categorizada en la tribu Dalbergieae, de la subfamilia Faboideae.

## Taxonomía
Se atribuye su descripción al botánico argentino Arturo Eduardo Burkart, quien la citó por primera vez en 1939. La especie aparece registrada en la revista científica Darwiniana, en la página 130, publicada en 1939.

## Distribución y hábitat
La zona de distribución de la especie es el sur de Brasil. Es una planta perenne que crece principalmente en el bioma subtropical.